# Валлемаджа (округ)
Валлемаджа (італ. Distretto di Vallemaggia) — округ у Швейцарії в кантоні Тічино.
Адміністративний центр — Чевіо.

## Громади
У таблиці наведено список громад округу станом на 2022 рік, населення та площа станом на 2019 рік.

| Українська назва | Оригінальна назва   | Код BFS | Населення | Площа |
| ---------------- | ------------------- | ------- | --------- | ----- |
| Авеньйо-Гордевіо | Avegno Gordevio     | 5324    | 1512      | 27,3  |
| Боско/Гурін      | Bosco/Gurin         | 5304    | 49        | 22,0  |
| Кампо            | Campo (Vallemaggia) | 5307    | 51        | 43,3  |
| Лавіццара        | Lavizzara           | 5323    | 508       | 187,5 |
| Лінешо           | Linescio            | 5315    | 47        | 6,7   |
| Маджа            | Maggia              | 5317    | 2609      | 111,2 |
| Чевіо            | Cevio               | 5310    | 1146      | 151,3 |
| Черентіно        | Cerentino           | 5309    | 45        | 20,1  |